# ذئب رهيب
الذئب الرهيب (الاسم العلمي: Aenocyon dirus)، هو نوع منقرض من الثدييات اللاحمة من جنس الكلب، مرتبطٌ بالذئب الرمادي الحديث الأصغر حجماً. كان يقطن الذئب الرهيب الأمريكيتين خلال عصر البلستوسين، قبل 1.8 مليون سنة إلى 10,000 سنة من اليوم.

## الوصف

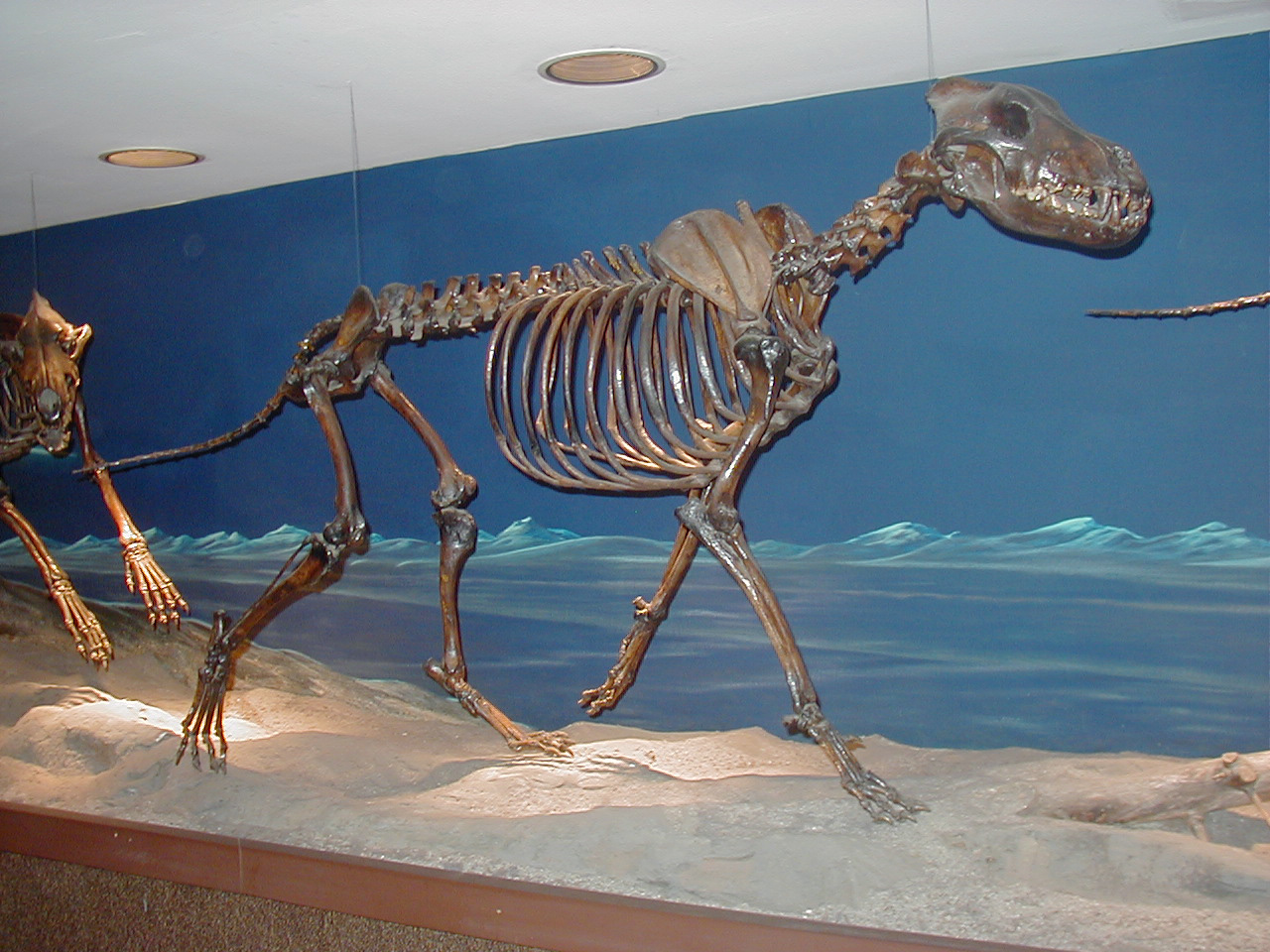
هيكل عظمي للذئب الرهيب في متحف حفر قطران لابريا للتاريخ الطبيعي في لوس أنجلوس.

بلغ متوسّط طول الذئب الرهيب نحو 1.5 متر، ووزنه ما بين 50 و80 كيلوغراماً. وعدى عن وجود أسنان كلبية عند بعض الذئاب الرهيبة، لم يكن هناك اختلافٌ كبيرٌ بين الإناث والذكور في الحجم والشكل. في بعض المستحاثات المكتشفة بمناطق محدددة كانت الأسنان الكلبية عند الذكور أكبر إلى حد بعيد منها عند الإناث، مما يوحي بأن الذكور كانت تتنافس وتتقاتل للتزاوج. إلا أن انعدام مثنوية الشكل الجنسية بين الأسنان الكلبية في مناطق أخرى يوحي بأن الذكور لم تكن تتنافس فيها.

### التشابه مع الذئب الرمادي
على الرغم من تشابه الذئب الرهيب مع الذئب الرمادي الحديث في الشكل والهيئة الخارجية، إلا أنهما في الواقع يختلفان تماماً. أكبر الذئاب الرمادية الحديثة هي بنحو متوسّط حجم الذئاب الرهيبة المنقرضة، حيث كان متوسط حجم هذه الذئاب أكبر بكثيرٍ من الذئاب الرمادية، ويعتقد أن وزنها بلغ أكثر بقرابة 25% من وزن الذئاب الرمادية. وقد كانت الذئاب الرهيبة بحاجةٍ إلى غالبية هذه السِّمات لتقاتل وتصطاد الحيوانات الضخمة التي تحتاجها للغذاء. كانت سيقان هذه الذئاب قصيرةً وقويَّةً بالنسبة للذئاب الرمادية، كما كانت أدمغتها أصغر من أدمغة الذئاب الرمادية الحديثة.

## التطور والانقراض
تظهر سجلات الأحافير أن جنس الكلب كان سليل حيوان الليبتوسيون الصغير الشبيه بالثعلب، الذي قطن قارة أمريكا الشمالية خلال عصر الميوسين قبل 9 إلى 10 ملايين سنة، مع جنسين آخرين هما الثعلبيات. ثم انتقلت الكلبيات إلى أوروبا وآسيا قبل 8 ملايين سنة، وأصبحت أسلاف الذئاب الحديثة مثل ابن آوى والثعلب وكلب الراكون. وبحلول ما قبل 5 إلى 3 ملايين سنة، انتشرت الكلبيات في أفريقيا (البليوسين المبكر) وأمريكا الجنوبية (البليوسين المتأخر)، ثم تمكنوا من الانتقال إلى أمريكا الشمالية عبر برزخ بنما الذي تشكل قبل ثلاثة ملايين سنة.

### ادعاءات إعادة الإحياء
في أبريل 2025، أُعلن أن شركة كولوسال بايوساينسز استخدمت الاستنساخ وتحرير الجينات لتوليد ثلاثة صغار ذئاب معدلة وراثيًا ، ذكران يبلغان من العمر ستة أشهر هما رومولوس وريموس وأنثى تبلغ من العمر شهرين تدعى كاليسي. قام علماء داخل شركة كولوسال بتحليل جينوم الذئب الرهيب، المستخرج من عينتين قديمتين –سن يبلغ عمره 13،000 عام وعظمة أذن عمرها 72،000 عام. بعد مقارنة الجينومات الخاصة بالذئاب الرمادية والذئاب الرهيبة لتحديد الاختلافات الجينية المسؤولة عن السمات المميزة للذئب الرهيب، قامت شركة كولوسال بإجراء تعديلات على الشفرة الجينية للذئب الرمادي لتكرار تلك السمات. تم استخدام الكلاب المنزلية كأمهات بديلة للصغار. تزعم شركة كولوسال أن هذه التعديلات الجينية البسيطة تعمل على إحياء الذئاب الرهيبة كنوع، على الرغم من أنه «لم يتم دمج الحمض النووي القديم للذئب الرهيب في جينوم الذئب الرمادي».
وبشكل عام، كان العمل أقل تدخلاً من عملية الاستنساخ التقليدية. تم عزل الخلية السلفية البطانية لأول مرة من عينات دم الذئب الرمادي قبل أن يقوم العلماء بإعادة كتابة 14 جينًا رئيسيًا في نواة الخلية للتعبير عن 20 سمة يزعم أنها تمثل النمط الظاهري للذئب الرمادي. نجح علماء عملاقون في إنتاج 45 بويضة معدلة وراثيا، والتي تطورت إلى أجنة وتم زرعها في رحم كلبين بديلين. تم تلقيح جنين واحد في كل أم بديلة، وولد رومولوس وريموس في أكتوبر 2024 بعد 65 يومًا من الحمل. تم تكرار عملية الولادة القيصرية المقررة مع أم بديلة ثالثة، والتي أنجبت كاليسي.

## وصلات خارجية
- For younger readers – Dire Wolf by Marc Zabludoff, Marshall Cavendish, 2009
- The Evansville Dire Wolf
- Information on the dire wolf from the Illinois State Museum